# Tehnofrig
A Tehnofrig 1949-ben alapított kolozsvári cég, amely ipari hűtőberendezéseket és egyéb élelmiszeripari gépeket gyártott.

## Elhelyezkedése
A gyár 11 hektárnyi földterületet foglalt el a vasútállomás közelében, a Gyufagyár utcában (Str. Fabricii de chibrituri).

## Története
A gyárat 1949-ben alapították az 1944. június 2.-án lebombázott gyufagyár helyén, a megmaradt néhány épület felhasználásával. A romeltakarítást 1949. novemberben kezdték el. A gyár első igazgatója Csizmadia István ácsmester lett, főmérnöke Jenei Dezső. Jenei főmérnöksége alatt (1949–1973) a cég Délkelet-Európa egyik legnagyobb élelmiszeripari gépgyárává vált. 1954-ben a cégnek 760 alkalmazottja volt, és év végére 1100 fős létszámot irányoztak elő. 1962-ben a Securitate egyik ügynöke azt jelentette, hogy Jenei főmérnök soviniszta, mivel az alkalmazottak felvételekor a magyarokat részesíti előnyben. Ezek a vádak folytatódtak az 1960-as és 1970-es években is.
A rendszerváltás utáni első években a Tehnofrig megszerzett néhány állami tulajdonú céget, így birtokába került majdnem minden üzlethelyiség a kolozsvári tömbházak földszintjén.  2001-ben privatizálták, a többségi tulajdonos 82%-kal a Metalo Chimice Cluj-Napoca lett.
A Tehnofrig vagyonának egyes elemeit 2008-ban öt különálló cégbe vitték át (Tehnofrig Imobiliare, Tehnofrig Finance, Tehnofrig, Parcul Rozelor, Tehnofrig Invest és Tehnofrig Center) egy ingatlanprojekt érdekében. A gyár épületeit lebontották, és a terület egy részén 3,7 hektáron felépült a Dedeman barkácsáruház.
A bontás előtti utolsó évben, 2007-ben a Tehnofrig létszáma 187 fő, árbevétele 12 118 038 lej, nyeresége 5 758 164 lej volt. 2015-ben már nem volt egyetlen alkalmazottja sem, és 63 151 lej veszteséget termelt.

## Termékei
A Világbank 1978-as jelentése szerint a Tehnofrig termékskálája a hűtőipari berendezéseken kívül kiterjedt az italgyártás, tejfeldolgozás, sörfőzés, konzervgyártás, olajkészítés és sütőipar berendezéseire is.
2004-ben a cég a következő termékeket és szolgáltatásokat értékesítette:
- élelmiszeripari berendezések: mini-tejfeldolgozó (2000-10000 liter/nap), centrifugális elválasztó, tejpasztőrizáló berendezés, rozsdamentes acélből készült tartályok csokoládé, sör, liszt, italok tárolására, palackozó berendezések,
- lemezes hőcserélők
- alkatrészek és részegységek az ügyfél által biztosított dokumentáció alapján
- kapcsolódó szolgáltatások (üzembe helyezés, tanácsadás, javítás)

## Az irodalomban
A Napsugár című gyermeklapban jelent meg Lászlóffy Aladár A Tehnofrig üzemben című verses termelési riportja.

## Fordítás
Ez a szócikk részben vagy egészben  a   Tehnofrig című román Wikipédia-szócikk ezen változatának fordításán alapul.  Az eredeti cikk szerkesztőit annak laptörténete sorolja fel. Ez a jelzés csupán a megfogalmazás eredetét és a szerzői jogokat jelzi, nem szolgál a cikkben szereplő információk forrásmegjelöléseként.